# Никола Йотов
Никола Костадинов Йотов е български юрист и политик.

## Биография
Роден е на 20 октомври 1892 г. в Татар Пазарджик. През 1910 година завършва Мъжката гимназия в родния си град. До 1913 г. учителства в селата Добровница и Славовица, където се сближава с Александър Стамболийски. През 1918 г. завършва Юридическия факултет на Софийския университет и се установява на адвокатска практика в Пазарджик. По това време поема издръжката на сестра си Ставрида и брат си Иван, които заминават да учат медицина във Виена. Става член на БЗНС. В периода 1920 – 1934 година е адвокат. Председател е на настоятелството на читалище „Свети Константин“, член на археологическо дружество „Бесапара“ при читалище „Виделина“, член на есперантското дружество, поддържа връзки с видни общественици. След убийството на Александър Стамболийски е арестуван и известно време престоява в затвора без присъда. Изпраща информация на есперанто на брат си във Виена за управлението на Александър Цанков и убийствата след Септемврийското въстание, която е публикувана в органа на Австрийската социалдемократическа партия „Арбайтер цайтунг“, откъдето е препечатана и в издавания в Прага вестник „Земеделско знаме“. През 1925 г. е обявен за разбойник. В Пазарджик е разгласено, че който го срещне, може да го убие, без да отговаря за това.
Избран е за народен представител в XXIII и XXIV обикновено народно събрание. През 1935 година е назначен за министър на обществените сгради, пътищата и благоустройството, а между 1938 и 1939 г. е министър на правосъдието и върховен прокурор. От 1940 до 1956 години отново работи като адвокат, като безплатно защитава в съда комунисти и земеделци от Пазарджишко, Панагюрско и Пещерско, обвинени по Закона за защита на държавата – Елисавета Юрукова, Добри Брадистилов, Михаил Манев, Иван Ранчев, Геро Грозев и др.
За особени заслуги към държавата е награден от цар Борис III с орден „Свети Александър“ II степен.
След Деветосептемврийския преврат е член на БЗНС-опозиционен. По време на подготовката на изборите за XXVI обикновено народно събрание през лятото на 1945 г. той е регистриран като водач на листа. Репресиран заради политическите си възгледи, през 1949 г. той е изпратен в лагера „Богданов дол“, където остава 4 месеца. По време на Унгарската революция от 1956 година е вкаран в Белене за една година и му е отнето правото да практикува професията си. Умира на 21 ноември 1961 г. в Пазарджик.